# Lukas Demming
Lukas Demming (* 12. Februar 2000 in Gütersloh) ist ein deutscher Fußballspieler.

## Werdegang
Der Mittelfeldspieler Lukas Demming begann seine Karriere beim FSC Rheda und wechselte im Jahre 2012 in die Jugendabteilung des SC Wiedenbrück. Im Sommer 2019 rückte Demming in den Kader der ersten Mannschaft auf und machte seine ersten Spiele in der viertklassigen Regionalliga West. Am Saisonende stiegen die Wiedenbrücker ab. In der folgenden Saison 2019/20 in der Oberliga Westfalen wurde Demming Stammspieler. Seine Mannschaft wurde in der wegen der COVID-19-Pandemie abgebrochenen Saison zum Meister und Aufsteiger in die Regionalliga West erklärt. Demming spielte noch weitere zwei Jahre in Wiedenbrück und kam insgesamt auf 72 Regionalliga- und 20 Oberligaspiele, in denen er vier bzw. ein Tor erzielte. Im Sommer 2022 wechselte Lukas Demming zum Ligarivalen Wuppertaler SV, mit dem er in der Saison 2022/23 Vizemeister hinter Preußen Münster und ein Jahr später Dritter wurde. Nach zwei Jahren in Wuppertal kehrte Demming im Sommer 2024 nach Ostwestfalen zurück und schloss sich dem Drittligisten SC Verl an. Am 3. August 2024 gab er sein Profidebüt beim Spiel gegen den SV Wehen Wiesbaden, bei dem er in der 78. Minute für Marcel Benger eingewechselt wurde.

## Erfolge
- Meister der Oberliga Westfalen: 2019/20